# Realty Income
Realty Income es una empresa de administración de propiedades estadounidense.
La empresa es una de las pocas empresas de inversión inmobiliaria que paga dividendos mensualmente en lugar de trimestralmente y ha registrado una marca comercial para la frase "The Monthly Dividend Company".

## Historia
William (Bill) y Joan Clark fundaron Realty Income tras comprar una propiedad en Taco Bell, Northridge, California, directamente de Glen Bell, fundador de Taco Bell, en 1969. El objetivo era ofrecer a los accionistas dividendos mensuales que aumentaran con el tiempo. Se adquirieron inmuebles comerciales y arrendaron estas propiedades a empresas financieramente sólidas. Esto generó un rápido capital de crecimiento y un flujo constante de ingresos mensuales para Realty Income, lo que impulsaba el aumento de los dividendos mensuales.
En abril de 2021, Realty Income anunció la adquisición de Vereit por $ 11 mil millones, seguida de la división del negocio de bienes raíces de oficinas en una nueva entidad llamada Reit.

## Modelo de Negocio[3]
Realty Income, The Monthly Dividend Company® , es una empresa incluida en el índice S&P 500. Se centra en ofrecer a sus accionistas ingresos mensuales estables y una rentabilidad favorable ajustada al riesgo a largo plazo. Posee 15.600 propiedades en 91 sectores distintos, arrendadas a más de 1.500 clientes en los 50 estados de EE. UU., el Reino Unido y otros seis países europeos. Los flujos de caja generados por la cartera inmobiliaria altamente diversificada respaldan los dividendos mensuales crecientes y las iniciativas para las estrategias de crecimiento. El modelo de negocio de Realty Income se basa en los siguientes pilares:
- Bienes raíces de buena calidad
- Estrategias de capital conservadoras
- Estrategias de crecimientos prudentes
- Responsabilidad Corporativa